# Canal Winchester
Canal Winchester è un comune degli Stati Uniti d'America, situato nello stato dell'Ohio, diviso tra la contea di Fairfield e la contea di Franklin.

## Storia
Canal Winchester è stata fondata nel 1828 da Reuben Dove e John Colman. Quando la costruzione del canale Ohio & Erie è venuto attraverso il campo di grano di Dove, ha voluto citare in giudizio lo stato. Gli operai del canale invece lo convinsero che sarebbe stato meglio progettare una città, perché la zona era a metà strada tra Columbus e Lancaster. Il 4 novembre 1828, Reuben Dove e John Colman registrarono il primo appezzamento di terreno per Winchester, Ohio, a Violet Township, Fairfield County. Dove diede al villaggio il nome della città natale di suo padre, Winchester, Virginia.